# آنا كوغزويل وود
آنا كوغزويل وود (بالإنجليزية: Anna Cogswell Wood)‏ هي كاتِبة ومُدرسة أمريكية، ولدت في 2 أغسطس 1850 في وينشستر في الولايات المتحدة، وتوفيت في 9 فبراير 1940 في فلورنسا في إيطاليا.